# Under the Sea
«Under the Sea» (с англ. — «Под морем») — песня из мультфильма Disney «Русалочка» 1989 года композитора Алана Менкена на слова Ховарда Эшмана. Она находится под влиянием карибского стиля Калипсо, зародившегося в Тринидаде и Тобаго, а также регги, зародившегося на Ямайке. Песня была исполнена в фильме актёром Сэмюэлем Э. Райтом. Она получила премию «Оскар» за лучшую оригинальную песню и «Золотой глобус» за лучшую оригинальную песню в 1989 году, а также премию «Грэмми» за лучшую песню, написанную для визуальных медиа в 1991 году/
Работа является мольбой краба Себастьяна, умоляющего Ариэль остаться в море и не становиться человеком ради принца Эрика, в которого она влюбилась. Себастьян предупреждает о трудностях человеческой жизни и в то же время разъясняет преимущества беззаботной жизни под водой. Однако его мольба остаётся без внимания.
В 2002 году песня использовалась в ролевой игре компании Square Enix под названием Kingdom Hearts в качестве фоновой музыки для мира Атлантики. В 2006 году песня также появилась в Kingdom Hearts II как часть мини-игры, где она была переработана, чтобы включить в неё партии Себастьяна, Ариэль и Соры. Аранжировщиком выступила Ёко Симомура.
Песня присутствует во всех парках и курортах Уолта Диснея, а также на маршрутах Disney Cruise Line.

## Сингл-релиз
Песня была выпущена в виде 12-дюймового сингла в 1990 году компанией Walt Disney Pictures / Hollywood Records. В записи артист значился как «Себастьян К».
US 12" Single (ST-ED-66621A-SP)
1. «Under the Sea (Atlantic Ocean Single Mix)» — 3:36
2. «Under the Sea (Jellyfish Mix)» — 5:20
3. «Under the Sea (Mermaid Dub)» — 3:27
4. «Under the Sea (Pacific Ocean Single Mix)» — 3:10
5. «Under the Sea (Polka Dot Bikini Mix)» — 5:33
6. «Under the Sea (Sub Dub)» — 3:46

## Живые и сценические версии
Песня исполняется в шоу Disney Cruise Line под названием «Мечты Диснея: Очарованная классика» на таких круизных суднах, как Disney Magic и Disney Wonder, а также в шоу «Золотые Микки» на судне Disney Dream.
В 2007 году бродвейская музыкальная версия использовала её как постановочный номер с ролью Себастьяна, которую сыграл Титус Бёрджесс. В оригинальном бродвейском актёрском составе место песни также было перенесено после сцены, в которой король Тритон уничтожает коллекцию «человеческих вещей» Ариэль. Позже в некоторых местных постановках, после закрытия бродвейского производства, размещение песни такое же, как и в оригинальном фильме. Тональность была немного понижена до тональности C (в которой Эшман и Менкен записали свои начальные демо для «Русалочки»).
5 ноября 2019 года во время шоу «Русалочка в прямом эфире!» на канале ABC музыкант регги Шэгги спел песню вживую.

## Кавер-версии
- В 1995 году Элвин и бурундуки сделали кавер на песню в своём альбоме When You Wish Upon a Chipmunk[англ.]. Однако The Walt Disney Company не спонсировала и не поддерживала альбом.
- Mannheim Steamroller[англ.] сделала кавер на песню из своего альбома 1999 года Mannheim Steamroller Meets the Mouse[англ.].
- Его часто исполняют Suburban Legends во время их живых выступлений. Группа часто выступала в Downtown Disney[англ.] на курорте Диснейленда[англ.] в свои ранние годы, и до сих пор часто играет в ресторане Диснейленда Tomorrowland Terrace[англ.]. Песня появляется на их альбоме 2012 года Day Job[англ.].
- Кавер на песню также сделали A*Teens для Disneymania, Рейвен-Симон для Disneymania 3 и позже Бубу Стюарт для Disneymania 7. Ремикс версии Рейвен также представлен на Disneyremixmania.
- Кавер на песню также сделана группой Squirrel Nut Zippers[англ.] на их альбоме The Best of Squirrel Nut Zippers as Chronicled by Shorty Brown[англ.].
- Бразильский певец Диого Ногейра[англ.] сделал португальскую версию песни («Aqui no Mar», что означает что-то вроде «Here at Sea» (рус. Здесь у моря)) в стиле самбы для альбома Disney Adventures in Samba.
- В 2005 году тайваньская певица Джолин Цай записала китайскую версию песни в честь торжественного открытия Диснейленда в Гонконге.
- В 2007 году была выпущена корейская версия в исполнении артистов SM Entertainment — The Grace[англ.], Super Junior и Чжан Лиин[англ.]. Позже она была перезаписана в 2015 году командой стажёров агентства SM Rookies для корейских шоу Mickey Mouse Show и SM Rookies Show.
- В альбоме Disney — Koe no Oujisama 2012 года, в котором представлены различные японские актёры озвучивания которые делали кавер на песни Disney, кавер на эту песню был сделан Миюем Ирино.
- В 2013 году Алекс Дэй[англ.] сделал кавер на песню для своего альбома Epigrams and Interludes[англ.].
- В 2017 году D-Metal Stars[англ.] создали кавер-версию Heavy Metal песни на альбом «Metal Disney» с участием Майка Вескеры и Руди Сарзо.
- Трек также является кавером для видеоигры Just Dance 2016[англ.].
- В 2017 году The Ocean Cure сделала кавер на песню для альбома-сборника «Hardcore Goes Disney».
- В 2019 году шведско-чилийский исполнитель DJ Méndez[англ.] сделал кавер на песню на испанском языке для шведского альбома-сборника «We Love Disney».
- В 2020 году регги-музыкант Шэгги сделал кавер на песню для своего альбома Hot Shot 2020.

## Реприза
Реприза песни была показана и исполнена в бродвейском мюзикле.

## Пародии
В 1991 году эту песню пародировал музыкант Том Смит с песней «On The PC». Эта песня была переписана в 1999 году как «PC99».
Песня была пародирована в телешоу Каппа Майки, где Майки пытается убедить кальмара жить с ним на суше.
Песня была пародирована в телешоу Мир Бобби как «Underwater the Fish Don’t Stink» (рус. Под водой рыба не воняет). Контекстом был сон Бобби, в котором он был рыбой, а его дядя Тед был русалом. Оказалось, что Бобби видел этот сон, потому что он спал на улице, и были включены поливочные машины.
Песня также была ненадолго спародирована в фильме «Приключения мультяшек: Как я провёл каникулы».
Песня была пародирована в сериале «Симпсоны» в эпизоде «Homer Badman» в эпизоде, в котором Гомер Симпсон представляет, как живёт под водой (поедая всех персонажей из «Русалочки»), чтобы спастись от протестующих и круга СМИ, которые его обвинили. о сексуальных домогательствах к студентке колледжа.
Песня частично вдохновила на создание песни «That's How You Know» из «Зачарованной», в которой также была музыка Алана Менкена.
В эпизоде шоу «Saturday Night Live» 2011 года, организованном Тиной Фей, принцесса-русалка (Фей) поёт ещё одну версию под названием «Below the Waves» (рус. Под волнами) со своими друзьями-морскими животными: краб, напоминающий Себастьяна (Кинан Томпсон), два лосося (Эбби Эллиотт и Ванесса Байер), морской конёк (Пол Бриттейн) и скат-манта (Фред Армисен). Песня прерывается прибытием тела Усамы бен Ладена.
Песня, как и большинство других факторов в фильме, была пародирована в эпизоде «Ужасных приключений Билли и Мэнди», в котором персонаж Билли плавает и встречает маленького жёлтого краба (озвученного Стивеном Блумом), который поёт песню. для него под названием «Under the Ocean» (рус. Под океаном) в стиле, напоминающем сцену, в которой Себастьян поёт песню для Ариэль.